# Parerythrops spectabilis
Parerythrops spectabilis är en kräftdjursart som beskrevs av Georg Ossian Sars 1885. Parerythrops spectabilis ingår i släktet Parerythrops och familjen Mysidae. Inga underarter finns listade i Catalogue of Life.